# Хронологија ФНРЈ и КПЈ септембар 1950.
Хронолошки преглед важнијих догађаја везаних за друштвено-политичка дешавања у Федеративној Народној Републици Југославији (ФНРЈ) и деловање Комунистичке партије Југославије (КПЈ), као и општа политичка, друштвена, спортска и културна дешавања која су се догодила у току септембра месеца 1950. године.

## Догађаји

### 28. септембар
- У Сарајеву завршено Осмо редовно заседање Народне скупштине НР Босне и Херцеговине на коме је увојено неколико закона, међу којима су — Закон о избору народних посланика за Народну скупштину Народне Републике Босне и Херцеговине и Закон о забрани ношења фереџе и зара, као и Одлука о распуштању Народне скупштине НР Босне и Херцеговине првог сазива. На седници су изврешне и измене у Президијуму Народне скупштине — за новог потпредседника Президијум изабран је Бранко Чубриловић, а за секретара Мухиџин Бегић.[1] Сутрадан 29. септембра Президијум Народне скупштине НР Босне и Херцеговине донео је Указ о расписивању избора за народне посланике Народне скупштине НР Босне и Херцеговине који су одржани 3. децембра 1950. године.[2]